# Kudawa
Kudawa (en népalais : कुडवा) est un comité de développement villageois du Népal situé dans le district de Bara. Au recensement de 2011, il comptait 4 163 habitants.